# Jean-Baptiste du Chilleau
Pour les articles homonymes, voir Chilleau.
Jean-Baptiste du Chilleau (7 octobre 1735 † 24 novembre 1824) est un homme d'Église qui fut successivement évêque de Chalon-sur-Saône et archevêque de Tours.

## Biographie
Aumônier des reines Marie Leczinska et Marie-Antoinette, le Roi le nomma  évêque de Châlon-sur-Saône en 1781 avec 14 000 livres de rente annuelle. Après la suppression de son diocèse par la Constitution civile du clergé en 1790, il fait l'objet d'attaque dans sa ville épiscopale et même de poursuites judiciaires. Il doit émigrer en Suisse de 1790 à 1795 puis en Italie et enfin à Munich.
Lors de la signature du concordat de 1801, il refuse de se démettre de son siège et il n'accepte finalement de démissionner qu'en 1816. Sous la Restauration, il est  nommé archevêque de Tours mais il ne peut prendre possession qu'en 1819. Louis XVIII le nomme pair de France le 31 octobre 1822. Du fait de son âge, il doit se décharger de la gestion de son archidiocèse sur un coadjuteur son futur successeur Augustin Louis de Montblanc. Il meurt à Tours le 26 novembre 1824. Son cœur repose dans la chapelle Saint-René du château de la famille de Romain à La Possonnière (Maine-et-Loire).[réf. nécessaire]

## Armes
De sable à trois moutons d'argent passants colletés de gueules.